# Copestylum vittifacies
Copestylum vittifacies är en tvåvingeart som först beskrevs av Hull 1943.  Copestylum vittifacies ingår i släktet Copestylum och familjen blomflugor. Inga underarter finns listade i Catalogue of Life.